# Arte microbica

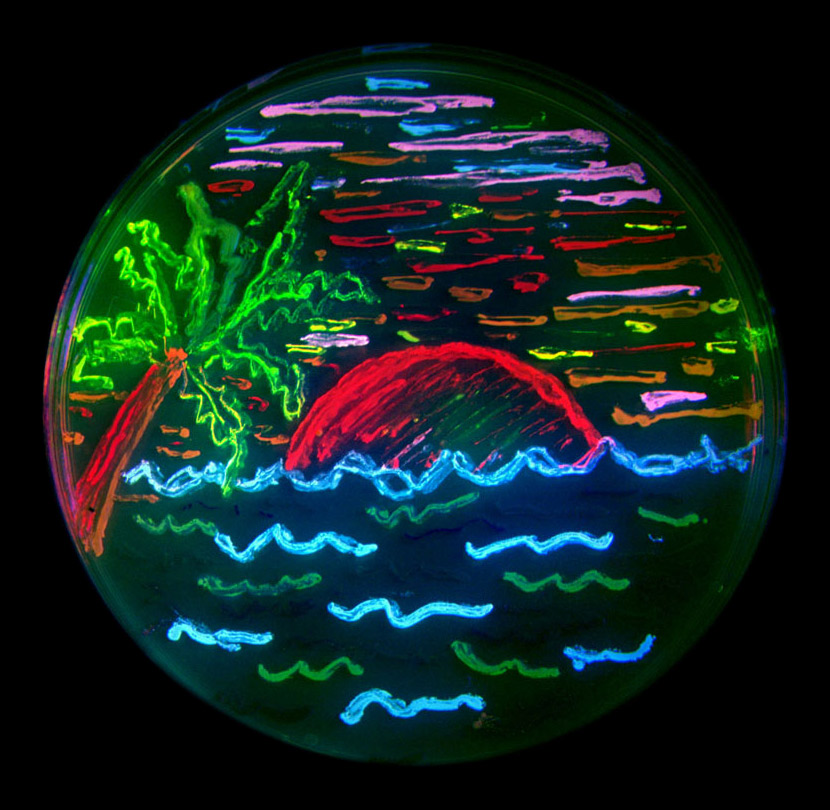
Piastra di agar con una spiaggia ricreata con diversi tipi di proteine fluorescenti nel laboratorio del Premio Nobel Roger Tsien, realizzata dal collaboratore Nathan Shaner

L'arte microbica, arte dell'agar, o arte dei germi è un'opera d'arte creata utilizzando la coltura di microrganismi secondo determinati modelli. I microrganismi utilizzati possono essere batteri, lieviti, funghi o, meno comunemente, protisti e possono essere scelti in base ai loro colori naturali o manipolati geneticamente per rendere le loro proteine fluorescenti per osservarla poi sotto la luce ultravioletta.

## Metodi
Questa particolare arte viene creata con delle piastre di agar utilizzate come fossero una tela, mentre i microrganismi rappresentano i colori utilizzati. Per preservare l'opera d'arte che si viene a creare si effettua un'incubazione e una chiusura con resina epossidica.
Le specie microbiche possono essere scelte artisticamente per i loro colori naturali e uniti per formare dei colori come una tavolozza. Le specie utilizzate sono:
- batteri: Bacillus subtilis (da crema al marrone), Chromobacterium violaceum (viola), Escherichia coli (incolore), Micrococcus luteus (giallo), Micrococcus roseus (rosa), Proteus mirabilis, Pseudomonas aeruginosa (marrone), Pseudomonas fluorescens (naturalmente blu-verde fluorescente con pioverdina), Serratia marcescens (rosa o arancione), Staphylococcus aureus (giallo) e Vibrio fischeri (bioluminescente);

- lieviti: Saccharomyces cerevisiae (giallo-bianco) Aspergillus flavus (spore giallo-verdi), Aspergillus ochraceus (giallo), Aureobasidium pullulans (nero), Candida albicans (biancastro color cuoio), Candida sake, Candida sp. (biancastro), Cladosporium herbarum (da marrone a nero), Cladosporium resinae, Epicoccum nigrum (giallo, arancione, rosso, marrone e nero), Fusarium sp. , Rhodotorula sp. e Scopulariopsis brevicaulis;

- protiste: Euglena gracilis (fotosintetica, verde) e Physarum polycephalum (giallo-verde).

Una tecnica chiamata "batteriografia" prevede l'uccisione selettiva di alcune aree di una coltura batterica con radiazioni al fine di produrre motivi artistici.
Anche il tipo di terreno utilizzato nelle piastre di agar è importante, ad esempio il terreno "Chromagar Candida" è un terreno differenziale utilizzato per identificare diverse specie di Candida. Se coltivata su questo terreno, Candida albicans è verde chiaro, Candida tropicalis è blu acciaio con del viola attorno ai bordi e Candida krusei è rosa con del bianco attorno ai bordi. Tuttavia, con un terreno diverso, è possibile ottenere colorazioni diverse, come per C. tropicalis che da blu-viola diventa marrone. Anche il colore del mezzo stesso può essere modificato utilizzando i microbi: nel Terreno TCBS il blu di bromotimolo e il blu di timolo diventano gialli quando il pH diminuisce, come quando i batteri consumano saccarosio. In questo modo è possibile modificare il colore dello sfondo del supporto dal verde scuro al giallo chiaro.

## Artisti
Alexander Fleming, a cui viene comunemente attribuita la scoperta della penicillina nel 1928, era noto per aver creato dipinti di germi. Nel corso della sua carriera, i dipinti di Fleming sono diventati più colorati man mano che ha conosciuto più specie microbiche.
Un altro artista fu il biochimico Roger Tsien, premio Nobel per la chimica nel 2008 per i suoi contributi alla conoscenza della proteina fluorescente verde (GFP) che è stata utilizzata per creare opere artistiche.

## L'Agar Art Competition

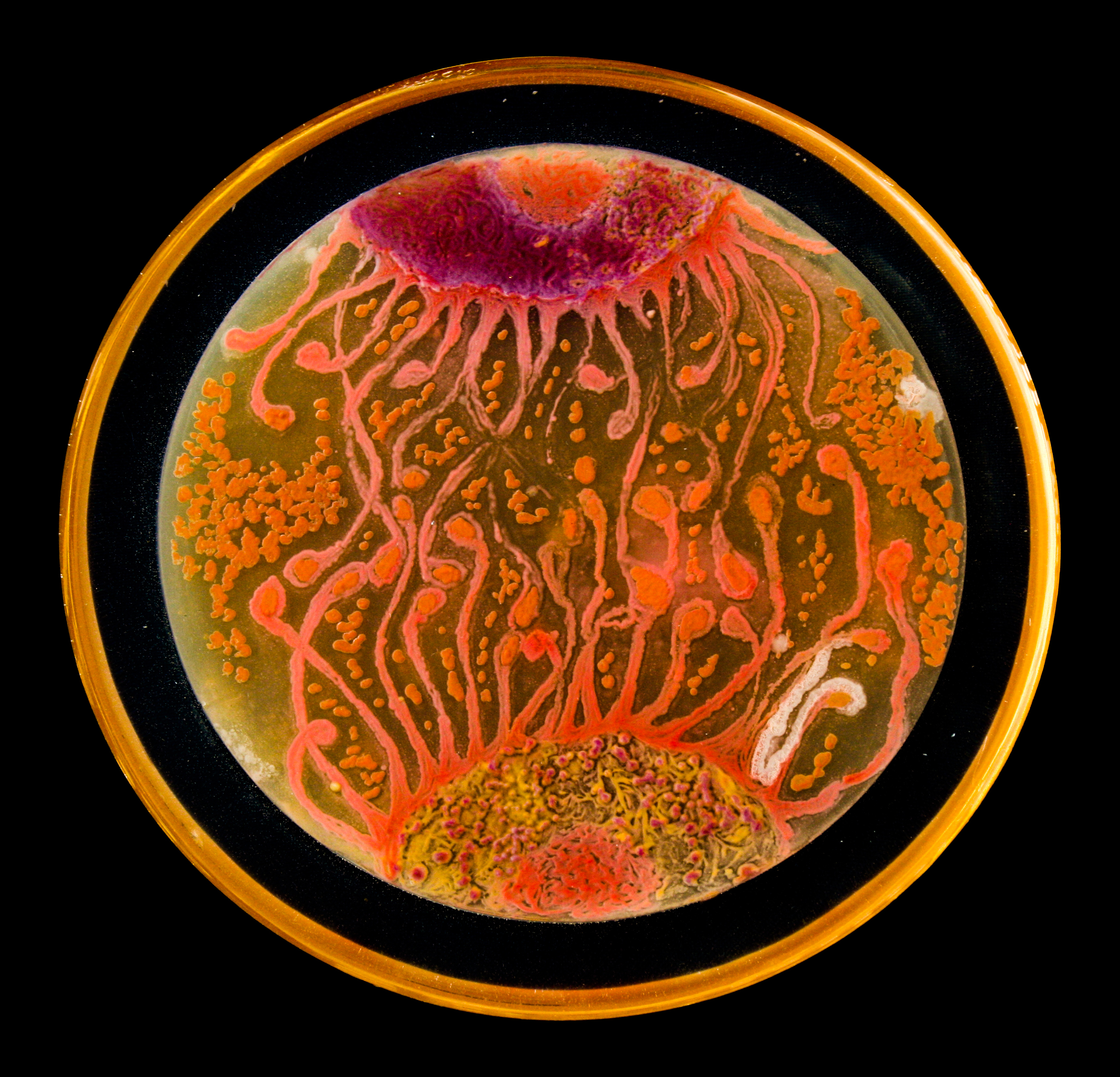
Cell to Cell, vincitore del concorso ASM Agar Art Competition 2015 (di Mehmet Berkmen e Maria Peñil)

L'American Society for Microbiology ospita un concorso annuale di arte microbica: l'Agar Art Contest. Il concorso è stato organizzato dopo che una foto di un albero di Natale, realizzata da Rositsa Tashkova, è diventata virale nel 2014.